# Ильичёвка (Дрокиевский район)
Ильичёвка (рум. Iliciovca) — село в Дрокиевском районе Молдавии. Наряду с сёлами Старые Шальвиры и Чапаевка входит в состав коммуны Старые Шальвиры.

## География
Село расположено на высоте 176 метров над уровнем моря.

## Население
По данным переписи населения 2004 года, в селе Ильичёвка проживает 226 человек (110 мужчин, 116 женщин).
Этнический состав села:
| Национальность | Число жителей | Процентный состав |
| -------------- | ------------- | ----------------- |
| молдаване      | 210           | 92.92             |
| украинцы       | 11            | 4.87              |
| русские        | 3             | 1.33              |
| прочие         | 2             | 0.88              |
| Всего          | 226           | 100%              |